# Stazione di Shiroishi (JR Hokkaidō)
La stazione di Shiroishi (白石駅?, Shiroishi-eki) è una stazione della città di Sapporo situata sulla linea principale Hakodate e sulla linea Chitose, nel quartiere di Shiroishi-ku.

## Struttura
La stazione è dotata di due banchine a isola che servono 4 binari.
| 2 | ■ Linea principale Hakodate |  | Per Sapporo e Otaru                       |
| 3 | ■ Linea Chitose             |  | Per Sapporo e Otaru                       |
| 5 | ■ Linea Chitose             |  | Per Aeroporto di Shin-Chitose e Tomakomai |
| 6 | ■ Linea principale Hakodate |  | Per Ebetsu e Iwamizawa                    |

## Stazioni adiacenti
| «              | Servizio       | »              |
| Linea Hakodate | Linea Hakodate | Linea Hakodate |
| -------------- | -------------- | -------------- |
| Naebo          | Locale         | Atsubetsu      |
| Linea Chitose  |                |                |
| Heiwa          | Locale         | Naebo          |